# Ladbroke Grove (Metropolitano de Londres)
Ladbroke Grove é uma estação do Metrô de Londres nas linhas Circle e Hammersmith & City, entre as estações Latimer Road e Westbourne Park, e na Zona 2 do Travelcard situada no borough real de Kensington e Chelsea.

## História
Originalmente inaugurada pela Hammersmith and City Railway em 13 de junho de 1864, a estação foi originalmente chamada de Notting Hill. Com a extensão dessa linha de Paddington a Hammersmith, ela foi renomeada para Notting Hill & Ladbroke Grove em 1880 e Ladbroke Grove (North Kensington) em 1 de junho de 1919, antes de adquirir o nome atual em 1938. As renomeações foram esforços para evitar confusão com a inauguração da estação de metrô Notting Hill Gate, ocorrida em 1868. A estação leva o nome da rua de mesmo nome, onde fica sua entrada principal.
A estação é a mais próxima do Portobello Road Market e os comerciantes e lojistas do mercado iniciaram uma campanha para que a estação fosse renomeada como Portobello Road, em um esforço para fortalecer o reconhecimento da proximidade do mercado.
Em 2009, devido a restrições financeiras, a TfL decidiu interromper os trabalhos num projeto para fornecer acesso sem degraus em Ladbroke Grove e em cinco outras estações, alegando que estas são estações relativamente tranquilas e algumas já estão a uma ou duas paradas de distância de uma estação sem degraus existente. Ladbroke Grove fica a duas paradas de Wood Lane, que tem acesso sem degraus. O projeto em Ladbroke Grove teria fornecido dois novos elevadores até o nível da plataforma e uma nova entrada sem degraus. £3,06 milhões foram gastos em Ladbroke Grove antes de o projeto ser interrompido.

## Galeria

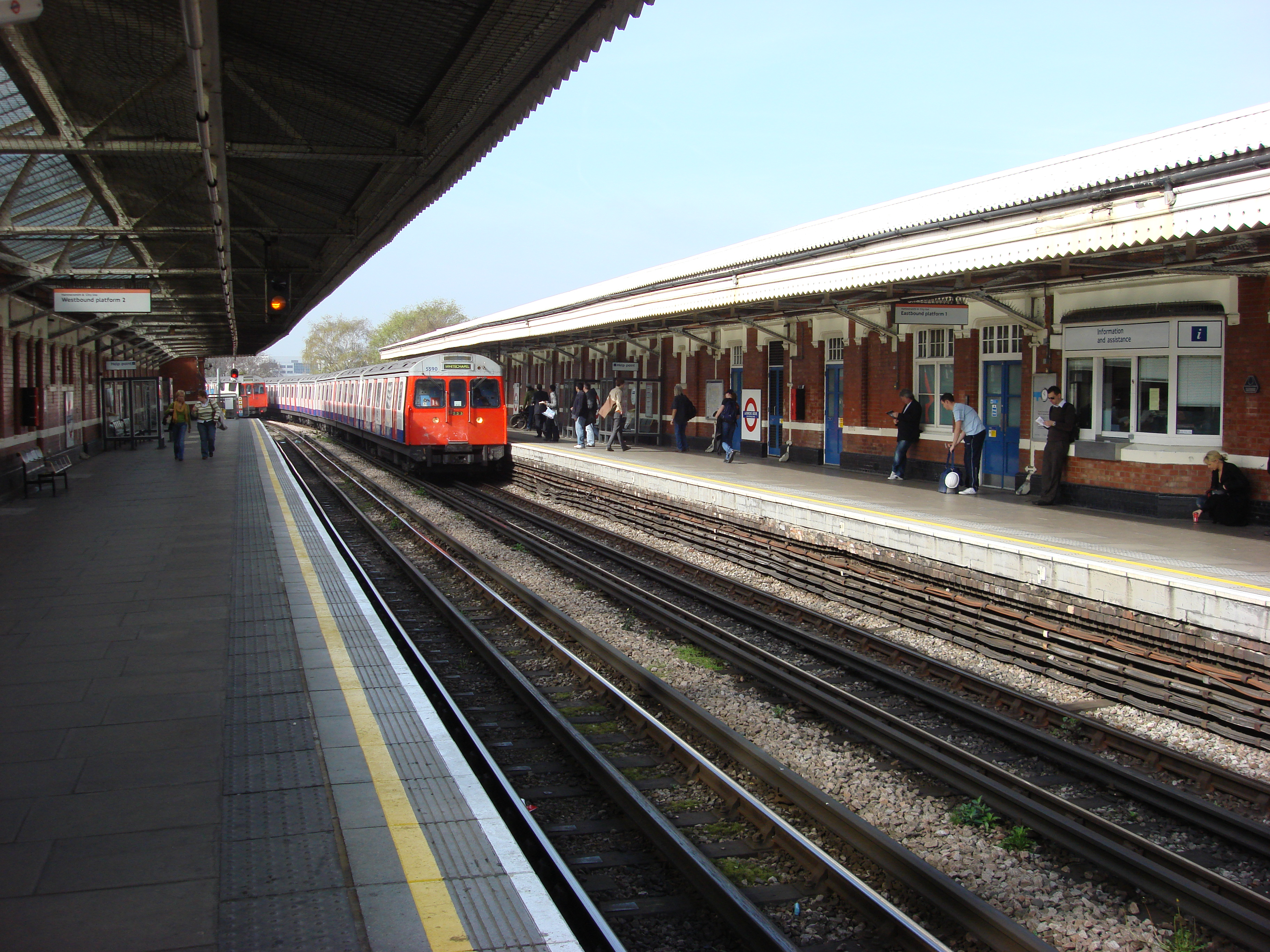
Vista da plataforma do lado oeste
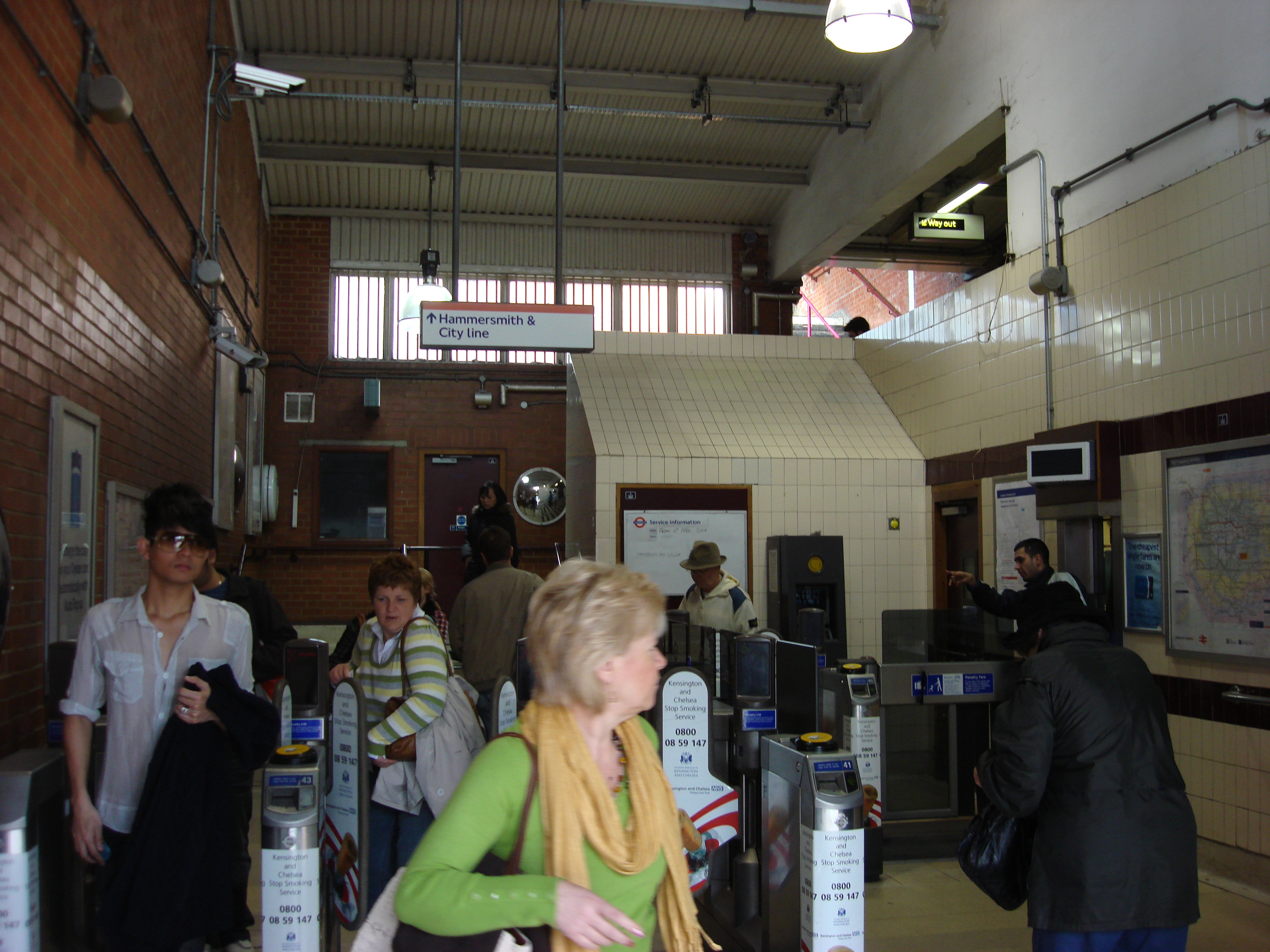
Bilheteria
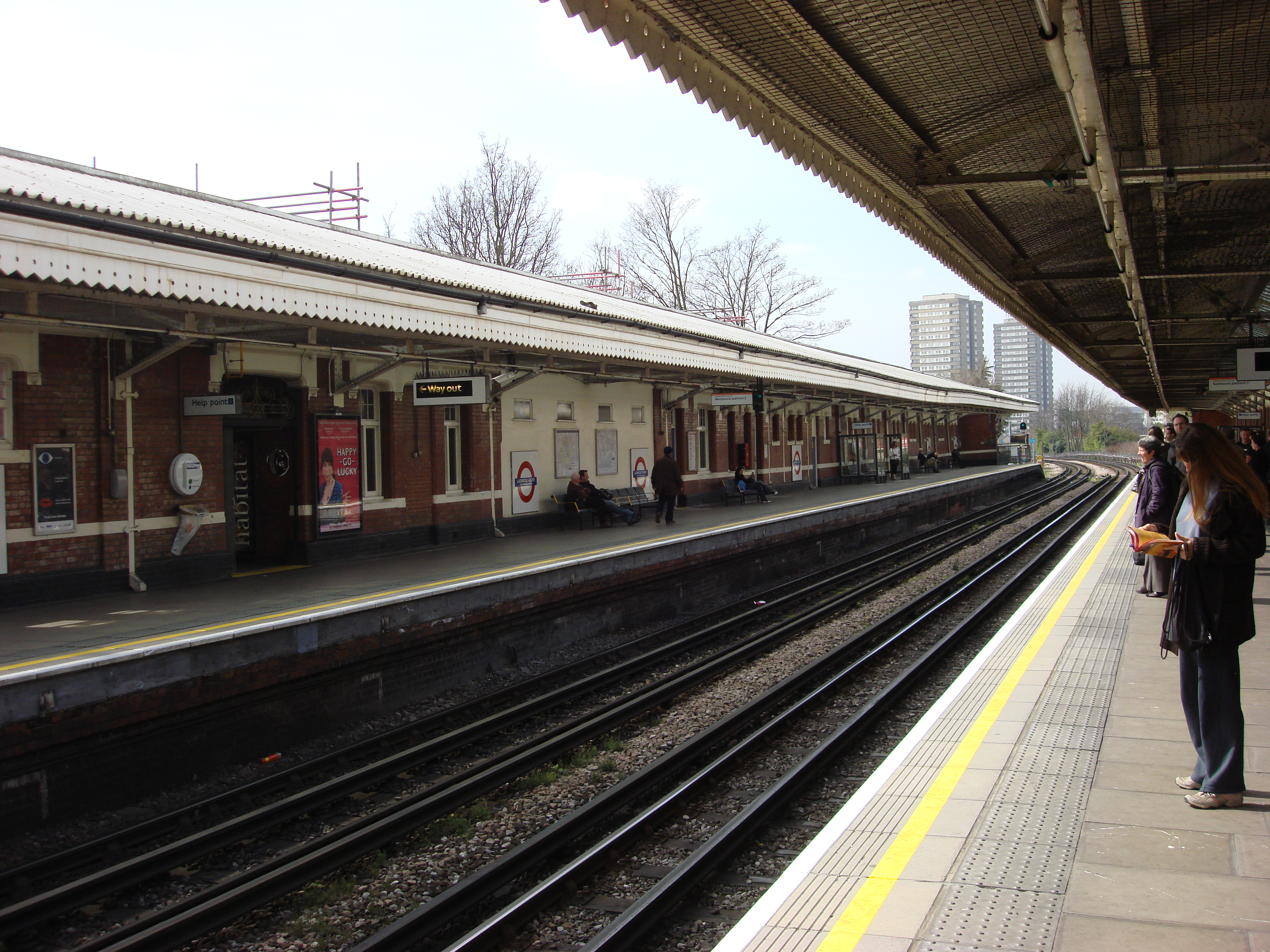
Vista da plataforma do lado leste
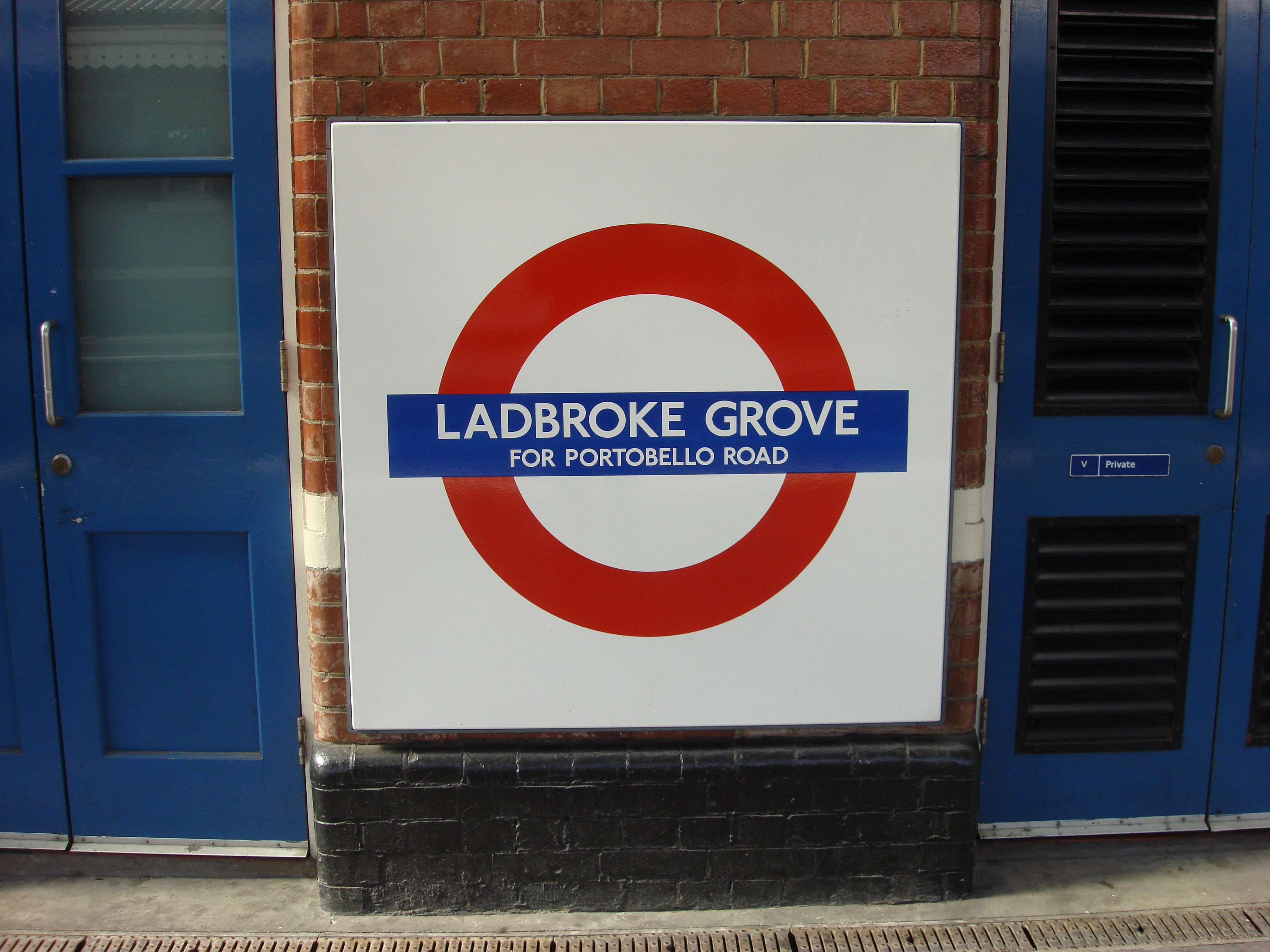
Roundel